# Belagerung von Kexholm
1. Phase: Schwedische Dominanz (1700–1709)
Dänischer Kriegsschauplatz (1700)
Humlebæk • Tönning I 
Livländ./ Estnischer Kriegsschauplatz (1700–1708)
Riga I • Jungfernhof • Varja • Pühhajoggi • Narva • Petschora • Düna • Rauge • Erastfer • Hummelshof • Embach • Tartu • Narva II • Wesenberg I • Wesenberg II
Ingermanländ./ Finnischer Kriegsschauplatz (ab 1701)
Archangelsk • Ladogasee • Nöteborg • Nyenschanz • Newa • Systerbäck • Petersburg • Wyborg I • Porvoo • Newa II • Koporje II • Kolkanpää
Litauisch-weißrussischer Kriegsschauplatz (1702–1706)
Vilnius • Saladen • Jakobstadt • Gemauerthof • Mitau • Grodno I • Olkieniki • Njaswisch • Klezk • Ljachawitschy
Polnischer Kriegsschauplatz (1702–1706)
Klissow • Pułtusk • Thorn • Lemberg • Warschau • Posen • Punitz • Tillendorf • Rakowitz • Praga • Fraustadt • Kalisch 
Russischer Kriegsschauplatz (1708–1709)
Grodno II • Golowtschin • Moljatitschi • Rajowka • Lesnaja • Desna • Baturyn • Koniecpol • Weprik • Opischnja • Krasnokutsk • Sokolki • Poltawa I • Poltawa II
2. Phase: Schweden in der Defensive (1710–1721)
Baltischer und Finnischer Kriegsschauplatz (bis 1714)
Riga II • Wyborg II • Pernau • Kexholm • Reval • Hogland • Pälkäne • Storkyro • Nyslott • Hanko 
Schwed./Norwegischer Kriegsschauplatz (1710–1721)
Helsingborg • Køge-Bucht • Bottnischer Meerbusen • Frederikshald I • Dynekilen-Fjord • Göteborg I • Strömstad • Trondheim • Frederikshald II • Marstrand • Ösel • Göteborg II • Södra Stäket • Grönham • Sundsvall
Norddeutscher Kriegsschauplatz (1711–1716)
Elbing • Wismar I • Lübow • Stralsund I • Greifswalder Bodden I • Stade • Rügen • Gadebusch • Altona • Tönning II • Stettin • Fehmarn • Wismar II • Stralsund II • Jasmund • Peenemünde • Greifswalder Bodden II • Stresow 
Die Belagerung von Kexholm war eine militärische Intervention im Großen Nordischen Krieg. Nach der Eroberung von Wyborg wurde der russische Generalmajor Bruce mit fünf Regimentern nach Kexholm entsandt, um auch diese am Ladogasee gelegene, strategisch bedeutende schwedische Festung in russischen Besitz zu bringen. Die Belagerung begann am 8. Juli und endete am 8. September 1710 mit der Kapitulation der schwedischen Garnison.

## Im Vorfeld
In seinem Bestreben, das neuerrichtete „Fenster zum Westen“ Sankt Petersburg militärisch endgültig zu sichern, begann der Zar Peter I. 1710 einen Feldzug gegen die schwedische Provinz Ingermanland und die dortigen Festungen Wyborg und Kexholm. Nach der siegreichen Belagerung von Wyborg schickte der Zar den Generalmajor Roman Bruce mit fünf Regimentern Reiterei und Infanterie sowie zwei Grenadierbataillonen nach Kexholm, um diese schwedische Festung zu belagern und einzunehmen.
Die Truppen des Zaren waren durch die Pest und andere Krankheiten so stark dezimiert, dass Peter I. dem Generalmajor befahl, die Festung vorerst nur zu belagern und mit Artillerie zu beschießen. Ein Sturmangriff auf die Festung solle nicht unternommen werden, um nicht unnötig Truppen zu opfern.

## Die Festung

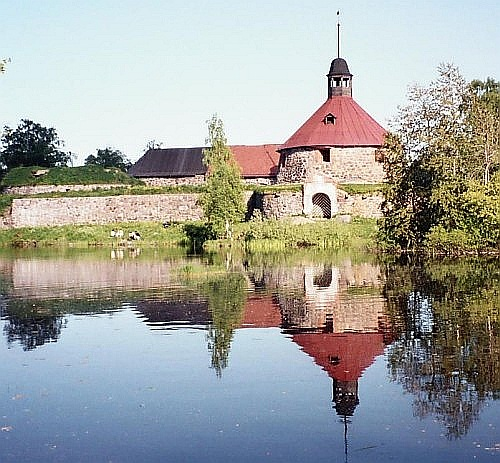
Die Alte Festung Korela

Die Stadt Kexholm war die Hauptstadt der schwedischen Provinz Kexholms län und ein wichtiger Handelsknotenpunkt. Bereits seit dem 13. Jahrhundert war die Stadt befestigt und kontrollierte den Handel in Richtung Ostseeraum.
Die Festung wurde 1585 von den Schweden auf einer Insel am linken Ufer im Fluss Vuoksa erbaut. Die Festung besitzt mehrere kleine Bastionen und ist ähnlich einer Redoute aufgebaut. Die Hauptverteidigungsanlagen zeigen Richtung Süden.
Auf einer kleineren Insel wurde eine Zitadelle mit einer starken Steinmauer erbaut. Die Steinmauer ist mit drei kleineren Wehrtürmen bestückt. Die beiden Inseln sind durch eine Brücke verbunden.
Drei weitere kleine Inseln waren durch Lünetten befestigt. Das sind Wehranlagen ähnlich einer Redoute, aber an der Rückseite offen. Diese Verteidigungswälle sind nur für die Verteidigung in eine Richtung ausgelegt, in diesem Fall gen Süden.

## Die Belagerung
Am 8. Juli erreichten die Regimenter von Generalmajor Bruce den Fluss Vuoksi. Am nächsten Tag setzten die Truppen über den Fluss und begannen mit der Belagerung der Stadt. Am 10. Juli war die Stadt eingekesselt und die Laufgräben wurden eröffnet. Am 15. Juli waren auch die leichten Artilleriegeschütze in Stellung gebracht. Am selben Tage wurde ein Major in die Festung beordert, um die Kapitulation des Kommandanten einzufordern. Dieser begegnete dem Major nur mit einer abfälligen Bemerkung und so begannen die Russen mit dem Artilleriefeuer aus einigen kleineren Mörsern auf die Festung.
Am 20. Juli stieß ein Bataillon Infanterie aus Olonetz zur Belagerungsarmee hinzu und eine Redoute gegenüber der Festung wurde eingenommen.
Am 3. August landete der Kapitänleutnant Huk aus Schlüsselburg mit einer Flotte an und brachte schwere Artillerie und Munitionsnachschub zur Belagerungsarmee. Nach dem Entladen der Schiffe begannen die Belagerer am 7. August, die Festung nun auch mit schwerer Artillerie zu beschießen. Dieser Beschuss hielt bis zum 2. September an. Während dieser Bombardements gelang es den Russen, die westlich gelegene bewehrte Insel zu besetzen.

## Die Kapitulation
Am 2. September schickte der Kommandant der Festung einen Trommler mit einer Nachricht in das russische Lager. Er sei gewillt, die Festung zu übergeben, wenn er acht Tage Schonfrist erhalten würde; sofern er bis dahin keinen Entsatz erhalten habe, würde er die Bedingungen des russischen Generals annehmen. Außerdem forderte er, im Falle einer Kapitulation die Festung mit seinen Regimentern „mit Ober- und Untergewehr, wehenden Fahnen sowie klingendem Spiel“ verlassen zu dürfen. Diese Forderung wurde von Generalmajor Bruce sofort abgelehnt.
Vom 2. September bis zum 7. September wurden die Unterhandlungen zur Übergabe der Festung mittels Briefverkehr abgehandelt.
Am 8. September bezogen die russischen Regimenter in der Stadt Stellung, und die schwedische Garnison verließ Kexholm, allerdings ohne Musik. Auch die Fahnen mussten die Schweden zurücklassen. Ihre Waffen mussten die Schweden den Russen überlassen. Auf direkten Befehl des Zaren hin wurden ihnen alte, fast unbrauchbare russische Gewehre überlassen.

## Kriegsbeute
In der Festung erbeuteten die Russen an metallenen Geschützen sechs alte russische Kanonen, neun schwedische Kanonen, vier Kartätschenkanonen, neun Falkonetts und einen Mörser. An eisernen Geschützen erbeuteten die Russen 36 Kanonen, 16 Kartätschenkanonen, drei Mörser und 15 Lafetten. Außerdem 180 Pud (etwa 3000 kg) Pulver und Kugeln für alle Geschütze. Des Weiteren wurden zwei schwedische Fahnen mit dem Wappen des Königs erbeutet.

## Die Folgen
Mit dem Verlust der Festung Kexholm verlor Schweden auch seine Provinz Kexholm län. Somit waren 1709 und 1710 die drei südlichsten Provinzen in Finnland (Ingermanland, Vyborg län und Kexholm län) an die Russen verloren gegangen. Im Frieden von Nystad erhielt Schweden Teile der Provinz Vyborg län zurück. Ingermanland und Kexholm län verblieben aber nach 1721 in russischer Hand.
Für die erfolgreiche Belagerung der Stadt wurde Roman Bruce in den Rang eines Generalleutnants erhoben. Nachdem der Zar Peter I. den Brief über die Übernahme der Festung am 9. September erhalten hatte, wurde am 10. September in Sankt Petersburg ein Fest zu Ehren der siegreichen Truppen abgehalten.